# Teleki (Ungheria)
Teleki è un comune dell'Ungheria di 212 abitanti (dati 2001) situato nella contea di Somogy, nell'Ungheria centro-occidentale.